# Steganacarus niedbalai
Steganacarus niedbalai är en kvalsterart som först beskrevs av Pérez-Íñigo och Baggio 1996.  Steganacarus niedbalai ingår i släktet Steganacarus och familjen Phthiracaridae. Inga underarter finns listade i Catalogue of Life.